# 台灣高座會
臺灣高座臺日交流協會，簡稱臺灣高座會，原本是一個由台灣日治時期曾參與大日本帝國海軍高座海軍工廠軍用飛機製造工事的「臺灣少年工」的交流組織，除促進舊臺籍高座少年工聯誼外，也與日本之高座會進行交流。

## 歷史
1942年10月起，臺灣總督府以海軍軍屬名義，招募公學校、高等科及中學畢業的青少年至日本本土神奈川縣高座郡「海軍航空技術廠相模野出張所」，專門製造各式軍用飛機，並以半工半讀和高薪為號召，吸引許多人報考。由於這些青少年多數未滿20歲，被稱為「臺灣少年工」。1943年海軍航空技術廠相模野出張所改名為高座海軍工廠，在太平洋戰爭中共製造了上百架飛機。戰後這些少年工在1946年初，分搭六艘船(米山丸等)陸續回臺。 並在1987年組成「臺灣留日高座同學會」（簡稱臺灣高座會）以紀念當年的歷史。

### 臺灣高座會沿革記事
- 1964年初－日本高座會成立（臺灣少年工為正會員六十人，供事日本人為準會員二百人）。
- 1977年起－日本高座會有關人員與臺灣方面熱心同學聯繫，緊密談論成立臺灣高座會事宜。
- 1982年12月－臺北高座同學會成立。
- 1983年1月－新竹高座同學會成立。
- 1983年2月－桃園高座同學會成立。
- 1984年4月－楊梅高座同學會成立。
- 1984年7月－新化高座同學會成立。
- 1985年7月－虎尾高座同學會成立。
- 1986年8月－彰化高座同學會成立。
- 1986年8月－北港高座同學會成立。
- 1987年12月－嘉義高座同學會成立。
- 自1987年起－從臺北區新竹區成立高座會以後，消息傳遍全臺各地陸續成立高座會，臺中區，臺南市區，高雄區，屏東區，新海區，苗栗區，斗六區，臺南縣區，新高區，屏北區等共二十區會成立。
- 1988年6月－臺灣高座會第一屆全國聯誼大會，由臺中區會承辦，在全國大飯店舉行。更名為「臺灣留日高座聯誼會」，並追認李雪峰、周風其為臺灣高座會總會會長與總幹事，當時會員多達3200人。
- 1993年6月9日－在日本神奈川縣大和市舉辦同學赴日五十週年慶典大會，由大和市議會議長石川公弘發起，市長井上孝俊支持成立「原少年工赴日五十週年歸鄉歡迎大會」，參加人數超過三仟人，高座會會員1200人參加，在會中由總會長李雪峰宣佈贈送大和市臺灣式涼亭，以垂紀念增進情誼。
- 1997年10月－在日本大和市舉辦「臺灣亭」之揭幕與贈送儀式，建立在泉之森公園親子廣場。
- 1999年10月－臺灣高座會編輯委員會編著之《難忘高座情：二次大戰日本海軍秘史之一，臺灣少年在日本造飛機之奮鬥史》出版，連同十三件史料贈送中華民國國家圖書館。
- 2000年4月－日本「高座日臺交流之會」成立，與1964年成立之「日本高座會」併行運作，正式為日臺交流之窗口。
- 2003年3月－中華民國內政部函准更名「臺灣高座臺日交流協會」，在臺北市三軍軍官俱樂部召開成立代表大會，暨選舉理事長、理監事，由現任總會長當選理事長，及現任各區會會長，幹部當選常務理監事，並大會通過聘請謝清松為秘書長。
- 2003年10月－當年適逢高座海軍工廠成立六十週年，繼五十週年組成大型訪問團前往親善交流，由「日本高座日臺交流之會」與「日本高座會」及當地各界組成歡迎委員會，舉行盛大紀念大會及日本政府頒發遲來的畢業與在職証書，並神奈川縣議會、大和市役所贈送感謝狀感謝本會對兩國交流之貢獻。參加人數會員600人共1200人熱烈參與盛會，頒發畢業及在職證書，可謂「遲來58年的證書」。
- 2013年－七十周年活動時，臺灣高座會總會長李雪峰表示：「還健在的高座少年已不及一千人，今年有能力參加慶典的更只剩下兩百五十人…所以就把今年當成最後一次同學會吧。」[2]而李登輝前總統本來也要參加此一活動，但因身體不適而取消行程。

## 外部連結
- 二戰做飛機少年工 高座會最終回聚會 - YouTube

## 延伸閱讀
- 長存於臺灣少年工心中的日本 - nippon.com 日本網 （页面存档备份，存于）
- 悠悠一甲子 點點高座情 （页面存档备份，存于）